# 李香蘭 (テレビドラマ)
『2夜連続ドラマスペシャル・李香蘭』（にやれんぞくドラマスペシャル・りこうらん）は、2007年2月11日と12日の20:54 - 23:18（JST）に、テレビ東京系列で放送されたテレビドラマである。タイトルの通り李香蘭の半生を描いた内容になっている。2008年12月29日・30日にテレビ東京系列で再放送された。

## キャスト
- 若き日の李香蘭（山口淑子）：上戸彩 （少女時代・小池彩夢）
- 山口文雄：橋爪功
- 山口アイ：名取裕子
- 川島芳子：菊川怜
- 甘粕正彦：中村獅童
- 川喜多長政：沢村一樹
- 児玉英水：小澤征悦
- 山家亨：小野武彦
- 長谷川一夫：中村福助
- 東敬三：金田明夫
- 内田吐夢：鶴田忍
- 吉岡安直中将：西田健
- 陳雲裳：中山恵
- 田村泰次郎：斉藤陽一郎
- 松岡謙一郎：深水元基
- 野口久光：石橋保
- 服部良一：前田耕陽
- 厚見雅子：川俣しのぶ
- 川喜多かしこ：野田よし子
- 辻久一：本多新也
- 小出孝：吉満涼太
- 山梨稔：斉藤暁
- 牧野光雄：徳井優
- 上野真嗣：松澤一之
- 渡辺邦男：鈴木正幸
- 金沢署長：綾田俊樹
- 根岸寛一：石井英明
- 池田専太郎：斉藤文太
- 久米正雄：田口主将
- 温貴華：呂暁霖
- 孟虹：鹿宜均
- 劉小姐：馮敏敏
- 李際春：姚克勤
- 潘毓桂：王敏
- 溥儀：王偉華
- 婉容：李琳
- 現在の山口淑子（李香蘭）及びナレーション：野際陽子

## スタッフ
- 製作：テレビ東京、角川映画
- 原作：山口淑子「李香蘭を生きて・私の履歴書」（日本経済新聞社 刊）
- 監督：堀川とんこう
- チーフプロデューサー：小川治
- プロデュース：橋本かおり（テレビ東京）、椿宜和、田野真憲
- 協力プロデューサー：顧暁東
- 脚本：竹山洋
- 音楽：服部隆之
- 制作：島田昌幸（テレビ東京）、黒井和男
- 撮影：宮田伸、奥野裕策
- 照明：久保田芳實、吉澤一生、蓮池力
- 美術：石川正平
- 録音：伊藤修一、大石忠弘、中村健太郎
- 編集：北澤良雄
- スクリプター：松橋章子
- 装飾：高橋俊秋、日野奈津子
- ＶＥ：権田博
- 効果：橋本正二、橋本正明
- 選曲：合田麻衣子
- ライン編集：小林一雅、中村記也
- ＭＡ：下田弘司
- ポスプロデスク：白鳥好一
- 技術プロデューサー：瀬戸井正俊
- 音楽プロデューサー：須藤一男
- 衣裳：本間邦仁
- ヘアメイク：石井薫子、五十嵐良恵、熊谷波江（上戸彩担当）、河野明子（名取裕子担当）、富田晶（野際陽子担当）
- スタイリスト：谷口みゆき（野際陽子担当）
- ダンス指導：小仲井宏美
- 振り付け：中村光江
- 台本翻訳：張亦依

〈中国スタッフ〉
- 美術：楊頡
- 照明：陳洪新
- スタイリスト：董仲民
- 衣裳：魏暁明、馮建民
- メイク：王正栄
- 助監督：魏波
- 制作経理：陳恵珍
- 通訳：程方、沈琪、江葒、韓露、耿長軍、呉燕萍、李民
- プロデューサー補：趙桐光
- 現場進行チーフ：王擁軍
- 制作主任：張偉
- ロケーションマネージャー：朱薇薇
- 助監督：細川光信、木川学、長尾久美子、相羽浩行
- 演技事務：須藤洋子
- スチール：小鮒利也
- 制作主任：入江広明、安波公平
- 監督補佐：児玉宜久
- 番組宣伝：石井真知子（テレビ東京）
- プロデューサー補：浅野太（テレビ東京）、永田博康
- スペシャルサンクス：野瀬泰甲
- 音楽協力：テレビ東京ミュージック、ホット・ウェイブ、en-Ray、チェン・ミン「道」（TOSHIBA EMI）
- 技術協力：渋谷ビデオスタジオ
- 企画協力：古賀誠一（オスカープロモーション）
- 協力：中国東方航空、上海影視楽園、無錫影視基地、横店影視城 ほか
- 衣裳協力：松竹衣裳、jun ashida、LONG CHAMP、Chalet Blanc、ABISTE、KAWABE、MURAI

## 遅れネット局
- 福井テレビ（フジテレビ系列） - 2007年12月22日土曜日12:55 - 15:20
- 福島放送（テレビ朝日系列）
- 中国放送（TBS系列）

## その他
- 視聴率は、前編が放送された11日は9.1％（関東地区、ビデオリサーチ調べ）、後編が放送された翌12日は8.5％（同）。